# Rui Jordão
Rui Manuel Trindade Jordão (Benguela, 9 agosto 1952 – Cascais, 18 ottobre 2019) è stato un calciatore portoghese.

## Biografia
Dopo la pensione, Rui Jordão si allontanò dal mondo del calcio e divenne pittore e scultore. È morto il 18 ottobre 2019 all'età di 67 anni, dopo essere stato ricoverato in ospedale per problemi cardiaci a Cascais.

## Caratteristiche tecniche
Giocava normalmente in posizione di punta veloce e con una buona tecnica; qualcuno lo aveva paragonato anche al grande Eusébio, con cui si trovò peraltro a giocare negli anni al Benfica.

## Carriera

### Club
Dopo aver trascorso un anno tra le file del Benfica dove conquista uno scudetto senza giocare, esordisce in massima divisione portoghese nella stagione 1972-1973. Con gli Encarnados conquista una Coppa e cinque titoli, diventando anche capocannoniere con trenta gol nell'ultimo di questi, quello del 1975-1976. Subito dopo si trasferisce in Spagna per giocare nel Real Saragozza: segna quattordici gol, che però non salvano la squadra dalla retrocessione. Tornato in Portogallo si accasa nello Sporting Lisbona rimanendovi per dieci anni: vince altri due titoli ed altrettante Coppe nazionali, risultando inoltre il miglior marcatore della Primeira Divisão 1979-1980 e il quattordicesimo nella classifica per il Pallone d'oro 1984. Nel 1987 passa al Vitória Setúbal, chiudendo infine la carriera due anni dopo.

### Nazionale
Esordisce nel Portogallo nel 1972. Il 13 novembre 1983 realizza contro l'Unione Sovietica un calcio di rigore che qualifica i lusitani al campionato d'Europa 1984, al quale viene convocato. Gioca senza segnare le partite della fase a gruppi, i pareggi contro Germania Ovest e Spagna e la vittoria contro la Romania. Segna invece nella semifinale persa 3-2 ai tempi supplementari contro la Francia. Questa è l'unica manifestazione alla quale il giocatore partecipa con la Nazionale, nella quale gioca per l'ultima volta nel 1989 collezionando un totale di 43 presenze e 15 gol.

## Palmarès

### Club
- Campionato portoghese: 6

Benfica: 1971-1972, 1972-1973, 1974-1975, 1975-1976
Sporting Lisbona: 1979-1980, 1981-1982
- Coppa del Portogallo: 3

Benfica: 1971-1972
Sporting Lisbona: 1977-1978, 1981-1982
- Supercoppa di Portogallo: 1

Sporting Lisbona: 1982

### Individuale
- Capocannoniere del campionato portoghese: 2

1975-1976 (30 gol), 1979-1980 (31 gol)